# Farrux Sayfiyev
Farrux Karimovich Sayfiyev (ur. 17 stycznia 1991 w Samarkandzie) – uzbecki piłkarz występujący na pozycji pomocnika w drużynie Paxtakoru Taszkent.

## Kariera piłkarska
Sayfiyev jest wychowankiem klubu ze swojego rodzimego miasta - Nasaf Karszy. W tamtejszej seniorskiej drużynie grał w latach 2009-2018, notując 111 występów, w których zdobył 13 bramek. W 2015 zdobył z nim puchar Uzbekistanu. W 2018 został zawodnikiem Paxtakoru Taszkent.

## Kariera reprezentacyjna
Sayfiyev zadebiutował w reprezentacji Uzbekistanu 20 sierpnia 2014 roku w zremisowanym 0-0 meczu towarzyskim z reprezentacją Azerbejdżanu.  Znalazł się w kadrze Uzbekistanu na Puchar Azji 2015.
Stan na 11 lipca 2018
| Reprezentacja | Rok     | Mecze | Bramki |
| ------------- | ------- | ----- | ------ |
| Uzbekistan    | 2014    | 9     | 0      |
| Uzbekistan    | 2015    | 4     | 0      |
| Uzbekistan    | 2017    | 1     | 0      |
| Ogólnie       | Ogólnie | 14    | 0      |

## Sukcesy

### Nasaf Karszy
- Puchar Uzbekistanu: 2015